# Ганерагміут
Ганерагміут (англ. Haneragmiut) — географічно визначена підгрупа народності мідних інуїтів, що займала територію сучасної провінції Нунавут, Канада. З усіх племен, що полювали у південній частині острова Вікторія, вони були найзахіднішим народом. Селилися на північному узбережжі протоки Долфін-енд-Юніон, на північ від мису Бекслі і на південь від Прінс-Альберт-Саунд на острові Вікторія. Попри те, що вони мігрували як на північ, так і на південь з метою полювання, риболовлі та торгівлі, для них залишався невідомим той факт, що Вікторія був островом.

## Етнологія
Дослідник Арктики Вільялмур Стефансон відкрив підгрупу ганерагміут 17 травня 1910 року. На той час вона налічувала близько 40 осіб. Декілька з них сезонно займалися полюванням і торгували на півдні з іншою підгрупою інуїтів з материковою частини Канади, що жила біля мису Бекслі — акуліакаттагміут, тоді як інші інуїти ганерагміут добиралися до вкрай віддалених місць, таких як озеро Тагірюак, щоб полювати на північних оленів спільно з представниками підгрупи каніанерміут (англ. Kanianermiut). На схід від ганерагміут жили інуїти з підгрупи екаллуктогміут.
Після повернення в Сіетл і Нью-Йорк 1912 року, Стефанссон прославив підгрупи ганерагміут, канхіргміут (англ. Kanhirgmiut) та нувукпагміут (англ. Nuwukpagmiut), назвавши їх «білявими ескімосами».
Пізніші дослідження антрополога Даймонда Дженесса показали, що представники підгруп акуліакаттагміут, ганерагміут, коглуктогміут, паллірміут, пуїплірміут і уалліргміут (також називаної «каніанерміут») ріднилися, що спричиняло змішування цих племен.